# Gammon River
Gammon River är ett vattendrag i Kanada.   Det ligger i provinsen Manitoba, i den sydöstra delen av landet, 1 600 km väster om huvudstaden Ottawa.
I omgivningarna runt Gammon River växer i huvudsak barrskog. Trakten runt Gammon River är nära nog obefolkad, med mindre än två invånare per kvadratkilometer.